# Hart (Teksas)
Hart – miasto w Stanach Zjednoczonych, w stanie Teksas, w hrabstwie Castro.